# Fervença

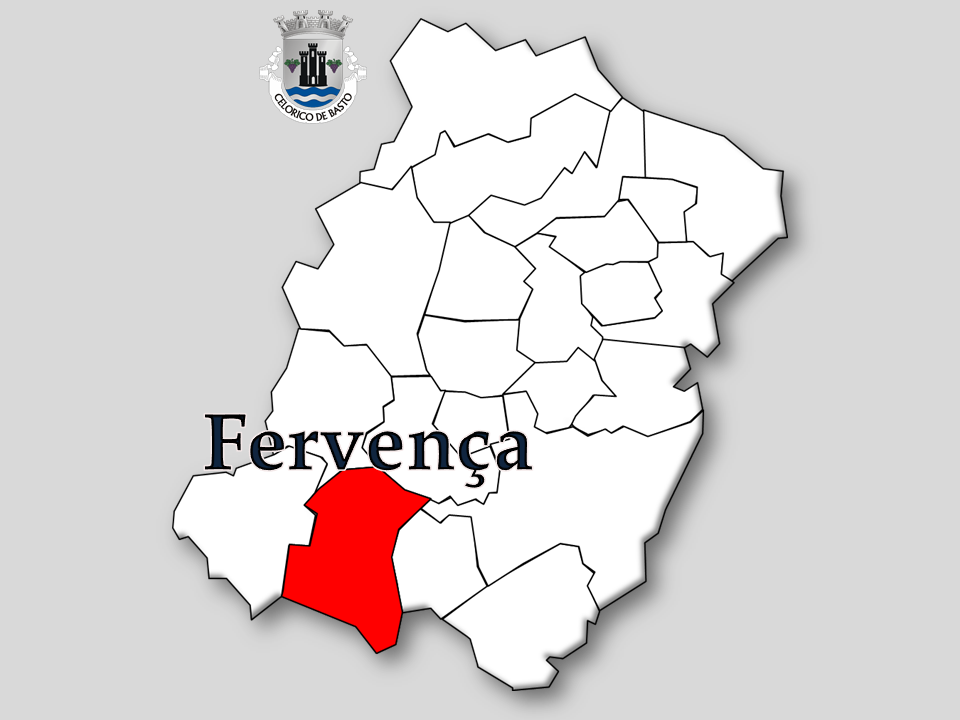
Localização da Freguesia de Fervença no Município de Celorico de Basto

Fervença é uma povoação portuguesa sede da Freguesia de Fervença do Município de Celorico de Basto, freguesia com 12,05 km² de área e 1057 habitantes (censo de 2021), tendo, por isso, uma densidade populacional de 87,7 hab./km².

## Demografia
A população registada nos censos foi:
| Ano  | 0-14 Anos | 15-24 Anos | 25-64 Anos | > 65 Anos |
| 2001 | 287       | 221        | 666        | 236       |
| 2011 | 223       | 204        | 782        | 236       |
| 2021 | 119       | 112        | 562        | 264       |

## Lugares de Fervença
Além da sede, a Freguesia de Fervença tem vários lugares, entre eles: Alijão, Assento, Bouça, Burgo, Burguinho, Cales, Caminho, Caminho do Souto, Cana Casal, Cimo de Vila, Corujeira, Dafões, Eiró, Fontão, Fornos, Fundoães, Fundevila, Granja, Lama, Lameirão, Lamoso, Moinho Vedro, Mota, Outeiro, Outeiro de Pera, Paradela, Paredes, Penela, Pizão, Portela, Póvoa, Prelada, Retorta, Real, Ribeirinho, Rosso, Samil, Santa Marinha, Seixoso, Soalheira, Souto, Tapado, Ventozela e Vinhal.  

## Património de Fervença
- Igreja S. Salvador de Fervença (Românico Tardio);
- Cruzeiro de S Bento (século XVIII);
- Cruzeiro do Tapado (século XVIII);
- Cruzeiro da Devesa (século XX);
- Capela de Nossa Senhora da Ajuda;
- Capela de Nossa Senhora do Calvelo;
- Capela de S. Bento;
- Capela de Paredes;
- Casa nobre e indústria no lugar de fontão.

## Escola de Fervença
Agrupamento de escolas da Mota Fervença

## Festas de Fervença
Para além das festividades no Alto da Nossa Senhora do Calvelo, a freguesia tem a devoção à Nossa Senhora da Ajuda, S. Salvador de Fervença e a S. Bento.

## Bombeiros
No lugar da Mota está situado o Quartel dos Bombeiros da Secção da Mota.

## Clubes
A freguesia tem o Mota Futebol Clube, fundado em 2003.